# میسکا یلیتولوا
میسکا یلیتولوا (فنلاندی: Miska Ylitolva؛ زادهٔ ۲۳ مه ۲۰۰۴) بازیکن فوتبال اهل فنلاند است.
از باشگاه‌هایی که در آن بازی کرده‌است می‌توان به باشگاه فوتبال رووانیمی پالوسئورا و باشگاه فوتبال هلسینکی اشاره کرد.
وی همچنین در تیم ملی فوتبال فنلاند بازی کرده‌است.